# Ріккардо Куччолла
Рікка́рдо Куччо́лла (італ. Riccardo Cucciolla; нар. 5 вересня 1924, Барі, Королівство Італія — пом. 17 вересня 1999, Рим, Італія) — італійський театральний та кіноактор. Лауреат Призу 24-го Каннського міжнародного кінофестивалю за найкращу чоловічу роль у фільмі Джуліано Монтальдо «Сакко і Ванцетті» (1971) .

## Біографія
Ріккардо Куччолла народився 5 вересня 1924 року в місті Барі на півдні Італії. Після навчання на юридичному факультеті університету дебютував як актор на сцені аматорського театру свого рідного міста. Потів працював диктором на радіо, озвучував документальні фільми, займався дубляжем. З 1960 року працював на телебаченні.
У кіно Куччолла дебютував у 1953 році роллю Ческо у фільмі «Недільний день добрих людей». Здобув популярність після виконання ролі Ніколи Сакко у фільмі Джуліано Монтальдо «Сакко і Ванцетті» (1971, Приз за найкращу чоловічу роль 24-го Каннського кінофестивалю та Премія «Срібна стрічка» за найкраще виконання чоловічої ролі).
Ріккардо Куччолла, разом з Джан Марією Волонте, був провідним актором політичного кіно Італії. Він знімався у фільмах режисерів Джузеппе Де Сантіса (у спільному італо-радянському фільмі «Італійці браві хлопці», 1964), Даміано Даміані, Джанні Пуччіні, Флорестано Ванчіні, Маріо Бави та інших. Від початку 1980-х років актор грав переважно в телесеріалах і телефільмах.

## Фільмографія
| Рік  |   | Українська назва             | Оригінальна назва                   | Роль                      |
| ---- | - | ---------------------------- | ----------------------------------- | ------------------------- |
| 1953 | ф | Недільний день добрих людей  | La domenica della buona gente       | Ческо                     |
| 1959 | ф | Острів скарбів               | L' Isola del tesoro                 | Джойс                     |
| 1962 | ф | Останній шанс                | The Last Chance                     |                           |
| 1964 | ф | Італійці браві хлопці        | Они шли на Восток                   | Джузеппе Санно — «Мишеня» |
| 1965 | ф | Брехуха                      | La Bugiarda                         |                           |
| 1966 | ф | Франциск Ассізький           | Francesco d'Assisi                  | Леон                      |
| 1967 | ф | За всяку ціну                | Ad ogni costo                       | Агостіні Россі            |
| 1967 | ф | Сім братів Черві             | Sette fratelli Cervi                | Джеліндо Черві            |
| 1968 | ф | Сексуальна революція         | La Rivoluzione Sessuale             | Еміліо                    |
| 1969 | ф | Одна на іншій                | Una sull'altra                      | Бенжамін Ворсмер          |
| 1970 | ф | Сакко і Ванцетті             | Sacco e Vanzetti                    | Нікола Сакко              |
| 1971 | ф | Слідство закінчене, забудьте | L' Istruttoria è chiusa: dimentichi | Пезенті                   |
| 1972 | ф | Насильство: п'ята ступінь    | La Violenza: Quinto potere          | професор Салемі           |
| 1972 | ф | Шпик                         | Un flic                             | Поль Вебер                |
| 1973 | ф | Ні, справу успішно розкрито  | No! il caso è felicemente risolto   | Едуардо Раньєрі           |
| 1973 | ф | Паоло гарячий                | Paolo il caldo                      | батько Паоло              |
| 1973 | ф | Вбивство Маттеотті           | Il Delitto Matteotti                | Антонио Грамші            |
| 1974 | ф | Борсаліно і компанія         | Borsalino & Co.                     | Вольпоне                  |
| 1974 | ф | Дикі пси                     | Cani arrabbiati                     | Ріккардо                  |
| 1975 | ф | У Сантьяго йде дощ           | Llueve Sobre Santiago               | Оліварес                  |
| 1976 | ф | Присвячується Стеллі         | Dedicato a una stella               | батько Стелли             |
| 1982 | с | Марко Поло                   | Marco Polo                          | дядько Зейн               |
| 1986 | ф | Будинок на краю              | Una casa in bilico                  | Тео                       |
| 1987 | ф | Усе буде у кінці             | Tout est dans la fin                | Шапондо                   |
| 1989 | ф | Ванільно-полуничне морозиво  | Vanille fraise                      | Андреані                  |
| 1990 | с | Спрут 5: Суть проблеми       | La Piovra 5 - Il cuore del problema | Ріккардо Респіккі         |
| 1994 | ф | Афера                        | L' Affaire                          | Ван Дуде                  |
| 1995 | ф | Голос серця                  | La Voce del cuore                   |                           |
| 1997 | ф | Брат нашого бога             | Brat naszego Boga                   | чернець                   |

## Нагороди та номінації
| Нагороди та номінації Ріккардо Куччолли        | Нагороди та номінації Ріккардо Куччолли | Нагороди та номінації Ріккардо Куччолли | Нагороди та номінації Ріккардо Куччолли |
| Рік                                            | Категорія                               | Фільм                                   | Результат                               |
| ---------------------------------------------- | --------------------------------------- | --------------------------------------- | --------------------------------------- |
| Каннський міжнародний кінофестиваль            |                                         |                                         |                                         |
| 1971                                           | Приз за найкращу чоловічу роль          | Сакко і Ванцетті                        | Перемога                                |
| Кінофестиваль неореалістичного кіно в Авелліно |                                         |                                         |                                         |
| 1900                                           | Приз найкращому акторові                | Сакко і Ванцетті                        | Перемога                                |
| Премія «Срібна стрічка»                        |                                         |                                         |                                         |
| 1900                                           | найкращий актор                         | Сакко і Ванцетті                        | Перемога                                |